# 三浦駿斗
三浦 駿斗（みうら はやと、1989年1月24日 - ）は、日本の脚本家。アンドリーム（&REAM）所属。東京都出身。

## 略歴
- 2007年、都立竹早高等学校卒業。
- 2011年、明治学院大学社会学部卒業。
- 2015年、『海に降る』で脚本家としてデビュー[1]。

## 作品

### テレビドラマ
- 翳りゆく夏（2015年、脚本協力）
- 山村美紗サスペンス『赤い霊柩車35 黒の審判』（2015年、リサーチ）
- 海に降る（2015年）
- 絆〜走れ奇跡の子馬〜（2017年、脚本協力）
- 4号警備（2017年、脚本協力）
- 社長室の冬 -巨大新聞社を獲る男-（2017年）
- 警視庁いきもの係（2017年）
- 沈黙法廷（2017年）
- 浅田次郎 プリズンホテル（2017年）
- 許さないという暴力について考えろ（2017年、脚本協力）
- 逃亡花（2018年）
- 執事 西園寺の名推理（2018年）
- パフェちっく!（2018年）
- こんな未来は聞いてない!!（2018年）
- スキャンダル専門弁護士 QUEEN（2019年）
- 執事 西園寺の名推理2（2019年）
- W県警の悲劇（2019年）
- Huluオリジナルストーリー『女将の部屋』（2020年）
- IP〜サイバー捜査班（2021年）
- 99.9-刑事専門弁護士- 完全新作SP新たな出会い篇 〜映画公開前夜祭〜（2021年）
- ケイ×ヤク-あぶない相棒-（2022年）
- Huluオリジナルストーリー『ケイ×ヤク -あぶない相棒-「おまけ」特別編』（2022年）
- 警視庁・捜査一課長 season6（2022年）
- オクトー 〜感情捜査官 心野朱梨〜（2022年）
- 弁護士ソドム（2023年）
- ギフテッド Season1（2023年）
- ゼイチョー〜「払えない」にはワケがある〜（2023年）
- ギフテッド Season2（2023年）
- オクトー ～感情捜査官 心野朱梨～ Season2（2024年）
- 能面検事（2025年）

### 映画
- 台湾より愛をこめて（2018年）
- 99.9-刑事専門弁護士-THE MOVIE（2021年）